# United States Hockey League
Die United States Hockey League (kurz USHL) ist die wichtigste Junioren-Eishockeyliga in den USA. Die Liga bestand bis 2006 aus elf Teams. Vor der Saison 2006/07 wurde die Liga auf zwölf Teams aufgestockt. In der Liga dürfen nur Spieler spielen, die 20 Jahre und jünger sind. Die Teams sind im Westen und im Zentrum der USA beheimatet. Die USHL ist eine totale Amateurliga und die Spieler werden von den Teams nicht bezahlt. Das ermöglicht ehemaligen USHL-Spieler in der NCAA zu spielen, die nur Sportler aufnimmt, die kein Geld im Sport verdient haben, bevor sie aufs College gehen.
Die Liga startete 1973 und war zuerst eine Halbprofi-Liga, 1979 wurde sie zu einer reinen Amateurliga. Viele USHL-Spieler spielen später auch im College und im Profibereich. Die Teams der NHL hatten in der Saison 2003/04 38 ehemalige USHL-Spieler in ihren Reihen.
Am 3. Mai 2006 bekam Columbus den Zuschlag für ein neues USHL-Franchise, das mit einem Team in die Saison 2006/07 startete. In Anlehnung an das NHL-Team Columbus Blue Jackets bekam das Team den Namen Ohio Junior Blue Jackets.

## Mannschaften
| - Cedar Rapids RoughRiders - Chicago Steel - Dubuque Fighting Saints - Green Bay Gamblers - Madison Capitols - Muskegon Lumberjacks - US National Team Development Program - Youngstown Phantoms - Des Moines Buccaneers - Fargo Force - Lincoln Stars - Omaha Lancers - Sioux City Musketeers - Sioux Falls Stampede - Tri-City Storm - Waterloo Black Hawks | - Austin Mavericks - Central Illinois Flying Aces - Danville Wings - Fargo-Moorhead Bears - Fargo-Moorhead Ice Sharks - Green Bay Bobcats - Hennepin Nordiques - Indiana Ice - Minneapolis Stars - North Iowa Huskies - Ohio Junior Blue Jackets - Rochester Mustangs - St. Louis Heartland Eagles - St. Paul/Twin Cites Vulcans - Thunder Bay Flyers - Topeka ScareCrows - Tulsa Crude - Madison/Wisconsin Capitols |

## Titelträger
| Jahr    | Sieger                                 |
| ------- | -------------------------------------- |
| 1979/80 | Hennepin Nordiques                     |
| 1980/81 | Dubuque Fighting Saints                |
| 1981/82 | Sioux City Musketeers                  |
| 1982/83 | Dubuque Fighting Saints                |
| 1983/84 | St. Paul Vulcans                       |
| 1984/85 | Austin Mavericks                       |
| 1985/86 | Sioux City Musketeers                  |
| 1986/87 | Rochester Mustangs                     |
| 1987/88 | Thunder Bay Flyers                     |
| 1988/89 | Thunder Bay Flyers                     |
| 1989/90 | Omaha Lancers                          |
| 1990/91 | Thunder Bay Flyers                     |
| 1991/92 | Thunder Bay Flyers                     |
| 1992/93 | Omaha Lancers                          |
| 1993/94 | Des Moines Buccaneers                  |
| 1994/95 | Des Moines Buccaneers                  |
| 1995/96 | Green Bay Gamblers                     |
| 1996/97 | Green Bay Gamblers                     |
| 1997/98 | Des Moines Buccaneers                  |
| 1998/99 | Des Moines Buccaneers                  |
| 1999/00 | Lincoln Stars                          |
| 2000/01 | Lincoln Stars                          |
| 2001/02 | Omaha Lancers                          |
| 2002/03 | Lincoln Stars                          |
| 2003/04 | Tri-City Storm                         |
| 2004/05 | Cedar Rapids RoughRiders Omaha Lancers |
| 2005/06 | Sioux Falls Stampede                   |
| 2006/07 | Waterloo Black Hawks                   |
| 2007/08 | Omaha Lancers                          |
| 2008/09 | Green Bay Gamblers                     |
| 2009/10 | Green Bay Gamblers                     |
| 2010/11 | Cedar Rapids RoughRiders               |
| 2011/12 | Green Bay Gamblers                     |
| 2012/13 | Dubuque Fighting Saints                |
| 2013/14 | Waterloo Black Hawks                   |
| 2014/15 | Youngstown Phantoms                    |
| 2015/16 | Cedar Rapids RoughRiders               |
| 2016/17 | Sioux City Musketeers                  |
| 2017/18 | Waterloo Black Hawks                   |
| 2018/19 | Tri-City Storm                         |
| 2019/20 | Chicago Steel                          |
| 2020/21 | Chicago Steel                          |
| 2021/22 | Tri-City Storm                         |
| 2022/23 | Fargo Force                            |
| 2023/24 | Fargo Force                            |

| Jahr    | Sieger                   |
| ------- | ------------------------ |
| 1979/80 | Hennepin Nordiques       |
| 1980/81 | Dubuque Fighting Saints  |
| 1981/82 | Sioux City Musketeers    |
| 1982/83 | Dubuque Fighting Saints  |
| 1983/84 | St. Paul Vulcans         |
| 1984/85 | Dubuque Fighting Saints  |
| 1985/86 | Sioux City Musketeers    |
| 1986/87 | Rochester Mustangs       |
| 1987/88 | Thunder Bay Flyers       |
| 1988/89 | Thunder Bay Flyers       |
| 1989/90 | Omaha Lancers            |
| 1990/91 | Omaha Lancers            |
| 1991/92 | Des Moines Buccaneers    |
| 1992/93 | Omaha Lancers            |
| 1993/94 | Omaha Lancers            |
| 1994/95 | Des Moines Buccaneers    |
| 1995/96 | Green Bay Gamblers       |
| 1996/97 | Lincoln Stars            |
| 1997/98 | Omaha Lancers            |
| 1998/99 | Des Moines Buccaneers    |
| 1999/00 | Green Bay Gamblers       |
| 2000/01 | Omaha Lancers            |
| 2001/02 | Sioux City Musketeers    |
| 2002/03 | Lincoln Stars            |
| 2003/04 | Waterloo Black Hawks     |
| 2004/05 | Cedar Rapids RoughRiders |
| 2005/06 | Des Moines Buccaneers    |
| 2006/07 | Sioux Falls Stampede     |
| 2007/08 | Omaha Lancers            |
| 2008/09 | Indiana Ice              |
| 2009/10 | Green Bay Gamblers       |
| 2010/11 | Dubuque Fighting Saints  |
| 2011/12 | Green Bay Gamblers       |
| 2012/13 | Dubuque Fighting Saints  |
| 2013/14 | Indiana Ice              |
| 2014/15 | Sioux Falls Stampede     |
| 2015/16 | Tri-City Storm           |
| 2016/17 | Chicago Steel            |
| 2017/18 | Fargo Force              |
| 2018/19 | Sioux Falls Stampede     |
| 2019/20 | nicht vergeben           |
| 2020/21 | Chicago Steel            |
| 2021/22 | Sioux City Musketeers    |
| 2022/23 | Youngstown Phantoms      |
| 2023/24 | Fargo Force              |

| Jahr    | Sieger                 |
| ------- | ---------------------- |
| 1961/62 | Rochester Mustangs     |
| 1962/63 | Green Bay Bobcats      |
| 1963/64 | Waterloo Black Hawks   |
| 1964/65 | Waterloo Black Hawks   |
| 1965/66 | Waterloo Black Hawks   |
| 1966/67 | Waterloo Black Hawks   |
| 1967/68 | Waterloo Black Hawks   |
| 1968/69 | Marquette Iron Rangers |
| 1969/70 | Marquette Iron Rangers |
| 1970/71 | Marquette Iron Rangers |
| 1971/72 | Green Bay Bobcats      |
| 1972/73 | Thunder Bay Twins      |
| 1973/74 | Thunder Bay Twins      |
| 1974/75 | Waterloo Black Hawks   |
| 1975/76 | Milwaukee Admirals     |
| 1976/77 | Grand-Rapids Blades    |
| 1977/78 | Waterloo Black Hawks   |
| 1978/79 | Waterloo Black Hawks   |